# Library of Anglo-American Culture & History
Die Library of Anglo-American Culture & History (Library AAC) ergänzt die Angebote lokaler Bibliotheken durch überregionale Dienste in den Bereichen Literaturerwerbung, Lizenzierung, elektronisches Publizieren und digitales wissenschaftliches Arbeiten (Recherche, Literaturverwaltung, Datenmanagement). Ihre Dienste richten sich an in Deutschland arbeitende Wissenschaftler sowie Studierende der Fächer Amerikastudien, Anglistik / Großbritannien- und Irlandstudien, Australien- und Neuseelandstudien und Kanadastudien.
Die Library AAC ist auch unter der Bezeichnung „Fachinformationsdienst Anglo-American Culture“ (FID AAC) bekannt.

## Betreiber
Die Library AAC ist eine Kooperation zwischen der Niedersächsischen Staats- und Universitätsbibliothek Göttingen und der Bibliothek des
John-F.-Kennedy-Instituts für Nordamerikastudien der Freien Universität Berlin. Derzeit wird die Library AAC durch die DFG-Förderlinie „Fachinformationsdienste für die Wissenschaft“ finanziert.

## Tätigkeiten
- Erwerbung auf Wunsch: Literatur, Quellen, TV-Serien, Comics oder anderes forschungsrelevantes Material, das nicht über die Fernleihe oder andere Dokumentlieferdienste in Deutschland erhältlich ist, kann bei der Library AAC zur Erwerbung vorgeschlagen werden und wird dann über die Fernleihe zugänglich gemacht.
- Sammlung: Die Library AAC erwirbt Primär- und Sekundärliteratur entsprechend ihrem Erwerbungsprofil und stellt sie über die Fernleihe überregional zur Verfügung.
- Digitalisierung auf Wunsch: Auf Anfrage werden gemeinfreie Werke zu wissenschaftlichen Zwecken kostenfrei für die Besteller digitalisiert. Alle Digitalisate sind anschließend online frei zugänglich.  >
- Lizenzierung: Auf Wunsch koordiniert die Library AAC die Lizenzierung von Datenbanken.
- Elektronisches Publizieren: In The Stacks, dem Fachrepositorium der Library AAC, können Artikel, Blogartikel, Rezensionen, Monographien und Sammelbände, Zeitschriften und andere periodisch erscheinende Publikationen in elektronischer oder retrodigitalisierter Form archiviert werden; außerdem werden Konferenzprogramme, Konferenzberichte, Books of abstracts, Seminarbeschreibungen und Syllabi publiziert und archiviert.
- Digitales wissenschaftliches Arbeiten: Die Library AAC bietet Tipps zur Recherche, zu Literaturverwaltung und Datenmanagement. Sie sind unter der Lizenz CC-BY 4.0 veröffentlicht und können auch für die Lehre nachgenutzt werden.
- Sammlungen kennenlernen und nutzen:  Die Niedersächsische Staats- und Universitätsbibliothek Göttingen und die Bibliothek des John F. Kennedy-Instituts der Freien Universität Berlin besitzen umfangreiche  Sammlungen für die Fächer Amerikastudien, Anglistik / Großbritannien- und Irlandstudien, Australien- und Neuseelandstudien und Kanadastudien. Die Library AAC bietet Zugänge und Recherchetipps, um diese Sammlungen zu erkunden und zu nutzen.